# Twin Temple
Twin Temple est un duo de rock américain.

## Biographie

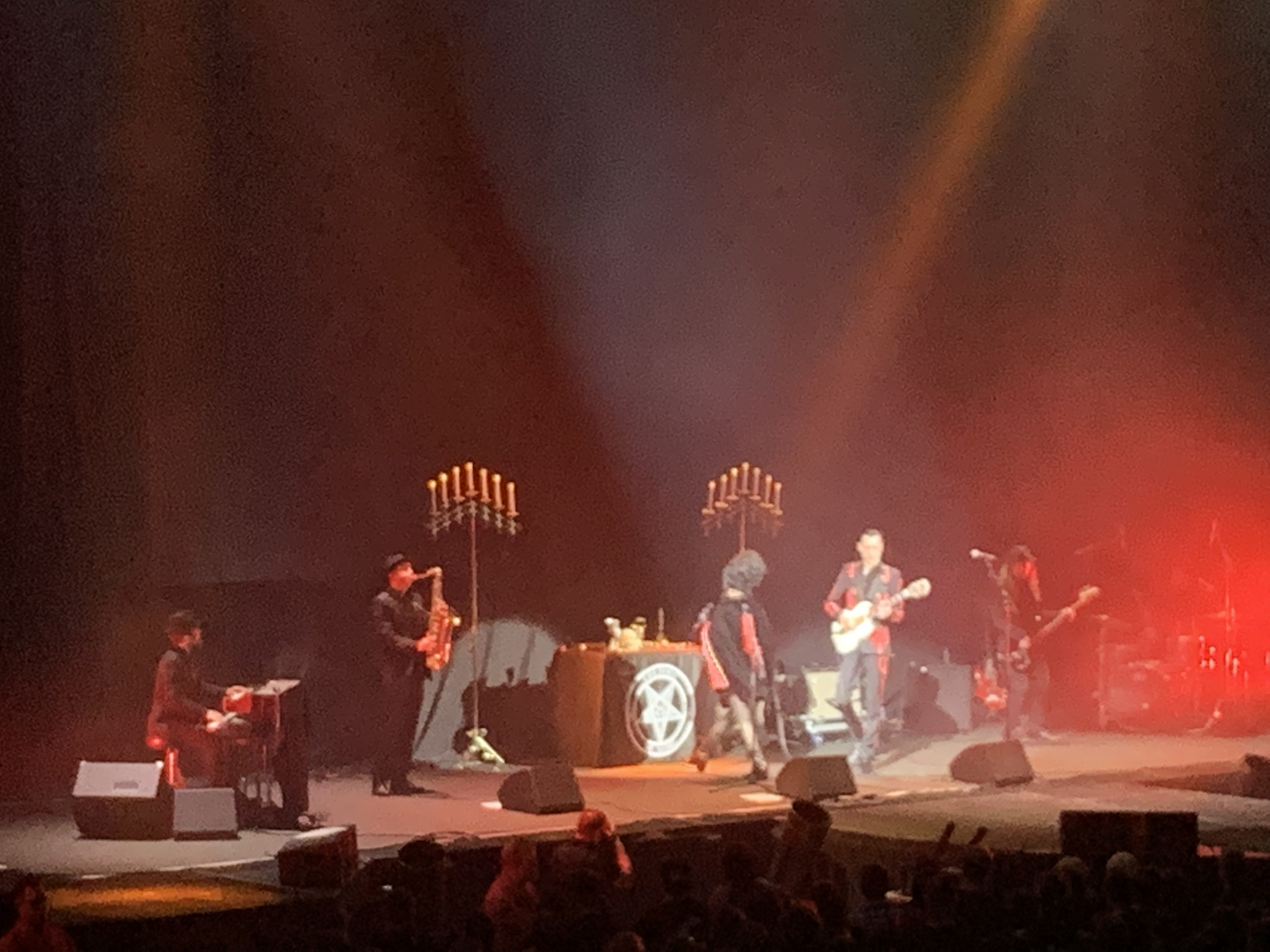
Twin Temple sur scène à West Valley City, le 28 septembre 2019.

Twin Temple a été fondé par le couple marié Alexandra et Zachary James. Passionnés de rock'n'roll américain des années 1950 et 1960, et de groupes tels que The Platters, Roy Orbison et Buddy Holly, ils ont voulu intégrer leur pratique du satanisme à cette époque et culture musicale,.
Ils ont produit et sorti leur premier album, Twin Temple (Bring You Their Signature Sound…. , en 2019. L'album a été enregistré en direct et en mono, pour obtenir un son plus authentique, proche de la musique des années 1950 et 1960. D'après la chanteuse Alexandra James, l'ensemble de l'album a été enregistré en un jour et demi, et chaque chanson a été enregistrée en en deux ou trois prises, et ce sont les meilleures prises qui ont fini sur l'album final,.
En mars 2019, ils figuraient dans le Top 5 des groupes à connaître du magazine Revolver.

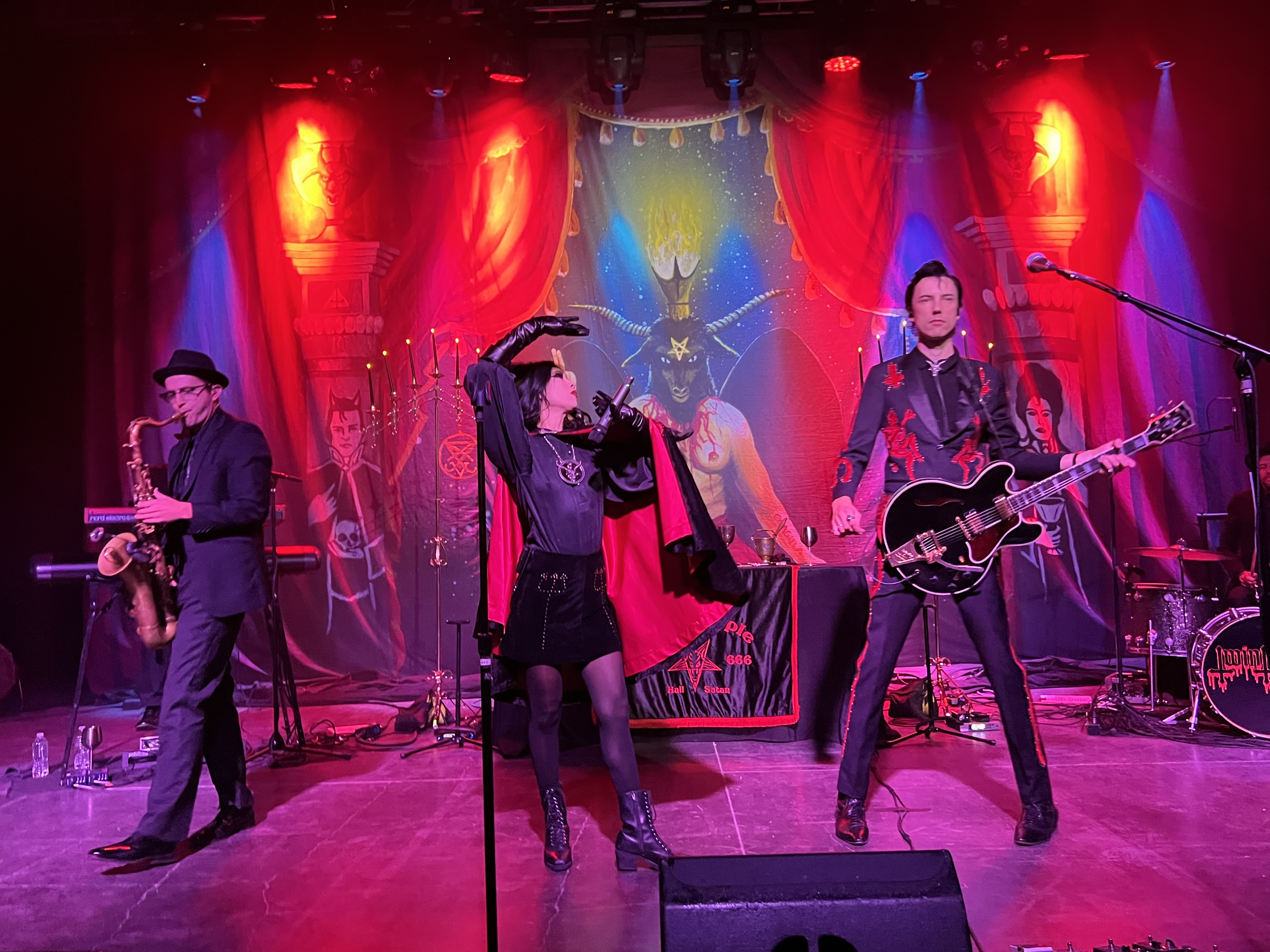
Twin Temple sur scène au Depot, Salt Lake City, UT 2022

Leur premier concert d'ouverture a eu lieu lors de la tournée du groupe de rock suédois Ghost, le 28 septembre 2019 au Maverik Center à West Valley City, dans l'Utah. 
Leur deuxième album, Twin Temple Present a Collection of Live (And Undead) Recordings from Their Satanic Ritual Chamber..., est sorti en 2020. 
En 2021, ils sortent leur single « Let's Have a Satanic Orgy ».
En 2022, ils gagnent une nouvelle notoriété internationale en assurant la première partie pour Ghost lors de leur tournée Imperatour en Amérique du Nord, au Royaume-Uni et en Europe, aux côtés de Volbeat.
Twin Temple a entamé sa toute première tournée en tête d'affiche en octobre 2022.
En avril 2023, ils sont apparus dans l’émission télévisée Halfway to Halloween des Boulet Brothers.
En 2023, Twin Temple a également soutenu Glenn Danzig lors de la tournée anniversaire des 35 ans de Danzig I.

## Style musical et thèmes
Leurs paroles abordent des thèmes tels que le satanisme, le sexe, l'amour, mais aussi enjeux sociaux comme l'individualisme, le féminisme et les droits LGBT,.
Selon la chanteuse Alexandra James, une grande partie de son inspiration provient de son éducation en tant qu'enfant métisse (britannique-coréenne) et du racisme auquel elle a été confrontée en grandissant aux États-Unis. Twin Temple affirme que le message central de leurs chansons est l'inclusion,,.

## Controverses
Alex Jones a publiquement dénoncé Twin Temple via ses chaînes, les qualifiant d'« incarnation du mal pur ».
En conséquence, ils ont été victime de doxxing et ont été la cible de nombreuses réactions hostiles, notamment l'envoi anonyme d'un grand nombre de bibles à leur domicile, des menaces de mort, ainsi que des menaces de violences lors de leurs concerts.

## Membres du groupe
- Alexandra James – chant
- Zachary James – guitare

## Discographie

### Albums
- Twin Temple (Bring You Their Signature Sound…. Satanic Doo-Wop), 2019
- Twin Temple Present a Collection of Live (And Undead) Recordings from Their Satanic Ritual Chamber..., 2020
- God is Dead, 2023

### EP
- Twin Temple Summon the Sacred Whore... Babalon, 2021

### Singles
- "Let's Hang Together", 2017
- "I Am A Witch", 2019
- "Satan's a Woman", 2019
- "Let's Have a Satanic Orgy", 2022
- "Burn Your Bible", 2023
- "Be A Slut", 2023